# Van Schley
Evander Duer Schley, dit Van Schley, est un photographe, vidéaste, artiste conceptuel et homme de baseball américain né à Montréal, Québec (Canada) en 1941.

## Biographie

### Jeunesse et études
Van Schley est wealthy by inheritance (« riche par succession »). Enfant, il rêve d'être joueur de baseball.

### Carrière
Van Schley participe avec Willoughby Sharp (en) à la création de l'œuvre conceptuelle Place and Process à Edmonton en 1969, qu'il documente en vidéo,. L'année suivante, son exposition Information est présenté au Museum of Modern Art de New York.
En 1972, il reçoit le prix Avalanche Magazine art award. La même année, il enseigne à l'Université de Californie à Santa Barbara.
Il se joint en 1976 à Michael Shamberg et son collectif TVTV (en) pour la production du film Super Bowl. C'est sur ce tournage qu'il rencontre l'acteur Bill Murray, qui devient son ami et partenaire d'affaires.

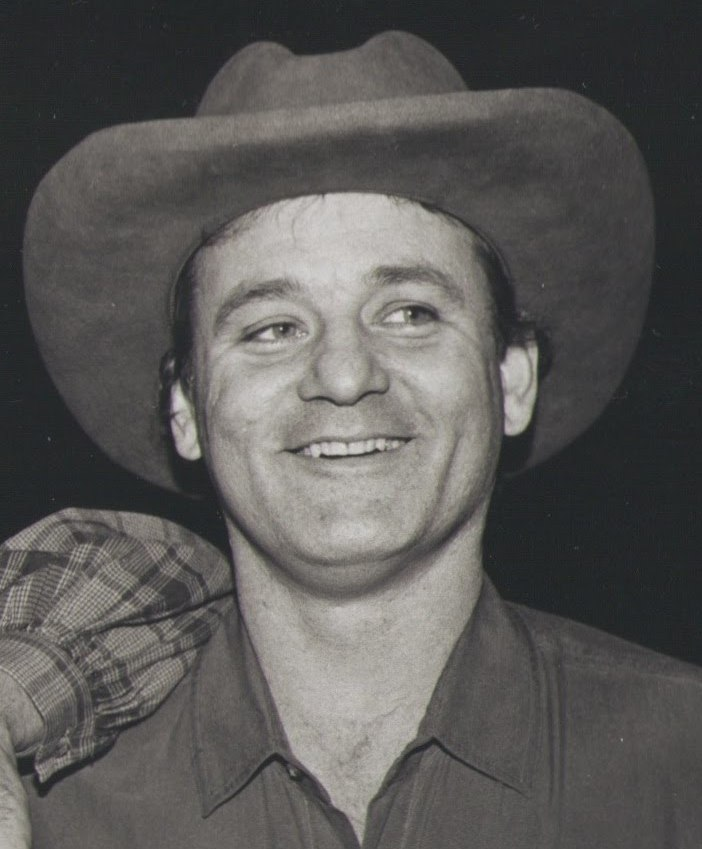
Schley rencontre Bill Murray en 1976.

La même année, à 35 ans, alors que sa carrière d'artiste bat de l'aile, il découvre le baseball mineur,. Il acquiert en 1977 sa première équipe, les Stars de Texas City (en) dans la ligue Lone Star (en), un prototype des ligues indépendantes contemporaines,. Il embauche le poète Red Shuttleworth comme instructeur et l'ancien troisième but des Giants de San Francisco Al Gallagher (en) comme gérant,.
Pour Schley, l'initiation en tant que propriétaire d'équipe est brutale : le stade tombe en ruine, les gradins sont vides et son entreprise perd des dizaines de milliers de dollars la première année d'exploitation. Il demeure tout de même optimiste, puisqu'il perçoit les ligues indépendantes comme les ligues du futur, libérant le joueur d'une relation qu'il qualifie d'esclavagisme dans les rangs du baseball affilié.
Van Schley acquiert l'année suivante les Loggers de Grays Harbor (en) en ligue Northwest (niveau A (en), mais sans affiliation aux majeures). En plus de confier le design des uniformes à l'artiste visuel Hudson Marquez (en) (concepteur du Cadillac Ranch), il introduit des soirées thématiques inédites (« Zodiac Night, Dangerous Fish Night and Crying Towel Night »), il laisse l'artiste John Alexander (en) incendier le terrain à l'aide d'essence après une pluie pour le faire sécher,. Aussi, Van Schley contribue à la mise en scène du sketch « Things We Did Last Summer » pour l'émission Saturday Night Live en embauchant son ami Bill Murray comme joueur pendant un match, puis comme instructeur au premier but pendant le second. Murray passe moins de temps sur le terrain que dans les estrades à distribuer de la bière aux partisans,,.
En 1978, Van Schley se porte acquéreur des Mussels de Victoria (en). L'assistance moyenne aux matchs est famélique et Schley fait appel à Murray pour qu'il vienne de nouveau cabotiner en tant qu'instructeur au premier but, sans les succès escomptés. En 1979, Schley, qui est alors également imprésario spécialisé pour les joueurs au talent négligé, recrute Tom Candiotti (en) à un camp d'entraînement des Mussels. Candiotti jouera 19 saisons dans les rangs professionnels, dont 15 saisons dans les majeures, entre 1983 et 1999.
Schley est, avec Murray, l'un des copropriétaires des Trappers de Salt Lake City (en) lorsque la franchise remporte 29 victoires consécutives, un record dans le baseball professionnel,. Préalablement à cette saison, Schley avait parcouru les États-Unis afin de mettre sous contrat des joueurs des rangs universitaires délaissés par le système de développement de la MLB. Il affirme alors être motivé par le succès qu'il éprouve à recruter, avec peu de moyens, des joueurs talentueux qui ont été laissés de côté par des dépisteurs bénéficiant de budgets de plusieurs millions de dollars.
Dans les années 1990, Van Schley contribue à établir les Capitales de Québec en étant actionnaire minoritaire de l'équipe et recruteur. Il est ensuite copropriétaire avec Bill Murray et Miles Wolff, entre autres des Saints de Saint Paul, des Blue Sox d'Utica (en), du Miracle de Miami (en), des RiverDogs de Charleston (en) et des Cougars des Catskills (en).
En 2012, il est le propriétaire du Rox de Brockton (en) et conseiller pour le groupe sportif Carminucci, des consultants en gestion d'équipe sportive.
En 2018, Schley s'implique dans la promotion du baseball en Ukraine par l'entremise de l'organisation Baseball for Good.